# Bogø Pumpemølle
Bogø Pumpemølle (eller Bågømøllen) fra 1873 var en rund, helmuret tårnmølle af typen hollandsk pumpemølle, som medvirkede til at afvande Fjordmarken ved Odense Fjord. Med sit vingefang på 28 meter var den en af Danmarks største tårnmøller, og vandsneglen kunne løfte 1800 liter vand i sekundet. Den blev opført i forbindelse med omfattende inddæmninger af vådområderne på Nordfyn. Der er arkivarisk dokumentation for, at den fungerede i 1941, men den er senere taget ud af drift og erstattet af en moderne pumpestation. Den henstår i 2025 i meget dårlig stand, bl.a. er vingerne nedtaget, og der er skader på murværket.